# 리포산
리포산(영어: lipoic acid, LA)은 카프릴산(옥탄산)으로부터 파생된 유기 황 화합물이다. α-리포산(영어: α-lipoic acid, ALA), 싸이옥트산(영어: thioctic acid)이라고도 한다. 리포산은 동물에서 정상적으로 만들어지며, 호기성 대사에 필수적이다. 또한 제조되어 항산화제로 판매되는 일부 국가에서는 식이 보충제로 사용되며, 다른 국가에서는 의약품으로도 사용된다.

## 질병

### 복합 말론산 메틸말론산 산성뇨증(CMAMMA)
ACSF3 결핍으로 인한 대사성 질환복합 말론산 메틸말론산 산성뇨증(CMAMMA)에서는 리포산 생합성의 전구체 반응인 미토콘드리아 지방산 합성(mtFASII)이 손상된다. 그 결과 피루브산 탈수소효소 복합체(PDC) 및 α-케토글루타레이트 탈수소효소 복합체(α-KGDH)와 같은 중요한 미토콘드리아 효소의 리포일화 정도가 감소한다. 리포산을 보충한다고 해서 미토콘드리아 기능이 회복되지는 않는다.   

## 같이 보기
- 보조 인자
- 리포아마이드